# Euploea cordelia
Euploea cordelia är en fjärilsart som beskrevs av Martin 1912. Euploea cordelia ingår i släktet Euploea och familjen praktfjärilar. IUCN kategoriserar arten globalt som sårbar. Inga underarter finns listade i Catalogue of Life.